# Friedrich Heinrich von Lasberg
Friedrich Georg Julius Heinrich Freiherr von Lasberg (* 19. Juni 1766 in Braunschweig; † 9. März 1839 in Düsseldorf) war ein preußischer Offizier und Landrat.

## Leben
Der Protestant Friedrich von Lasberg war ein Sohn des Oberforstmeisters Moritz Franz Adolf Freiherr von Lasberg und dessen Ehefrau Sophia Dorothea, geborene von Pestel. 1781 trat er als Fahnenjunker dem Regiment von Wunsch zu Prenzlow bei. Dort wurde er 1786 Fähnrich, 1787 Sekondelieutenant, 1797 Premierlieutenant und Inspektionsadjutant, später Stabskapitän, 1800 Wirklicher Kapitän und 1804 noch Major. Nachdem er 1808 aus preußischen Diensten verabschiedet worden war, trat er als Bataillonschef in westfälische Dienste, wo er 1809 Major sowie 1810 Oberst und Kommandeur wurde. Neben der 1813 erfolgten Beförderung zum Brigadegeneral wurde er zum Gouverneur der Pagen ernannt.
Nach der Völkerschlacht bei Leipzig und dem Ende des Königreichs Westphalen trat Lasberg am 13. Dezember 1813 erneut in die preußische Armee ein, wo er im Rang eines Obersts und Regimentskommandeurs eingestellt wurde. Mit Allerhöchster Kabinettsorder (AKO) vom 3. Oktober 1815 pensioniert, wurde Lasberg zum  1. Mai 1816 zunächst kommissarisch zum Landrat des Kreises Düsseldorf ernannt, seine definitive Ernennung folgte zu Beginn des Jahres 1817. Nach etwas mehr als 21 Dienstjahren wurde er mit AKO vom 27. September 1837 auf eigenen Antrag zum 31. Dezember 1837 in den Ruhestand versetzt, den er bereits zum 1. Dezember 1837 antrat.

## Familie
Friedrich von Lasberg heiratete vor 1808 Charlotte Eichler von Auritz (* November 1772 in Ansbach; † 24. Januar 1849 in Düsseldorf), Tochter des ehemaligen markgräflich ansbachischen Hofmarschalls Carl Freiherr Eichler von Auritz und dessen Ehefrau Christine, geborene Freiin von Remont.